# Ou (letra)
En el alfabeto griego, la ligadura Ȣ de omicrón e ípsilon fue usada frecuentemente en los manuscritos bizantinos.
Hoy en día, la ligadura se usa también en el alfabeto latino para la ortografía del idioma wyandot y de las lenguas algonquianas, esta vez como ligadura de las letras latinas o y u.
Una ligadura similar se usó en alfabeto cirílico, para O y Y. Hoy está obsoleta.

## Codificación computacional
En Unicode aparece en la categoría Latín Extendido B con el código U+0222 (para mayúscula) y U+0223 (para minúscula). En codificaciones anteriores y cuando Unicode no está disponible, se suele representar con un 8 en letra cursiva.
- Datos: Q650960
- Multimedia: Ου (ligature) / Q650960